# خویچا کواراتسخلیا
خویچا کواراتسخلیا (گرجی: ხვიჩა კვარაცხელია؛ زادهٔ ۱۲ فوریهٔ ۲۰۰۱) بازیکن فوتبال اهل گرجستان است که در پست وینگر برای باشگاه فوتبال پاری سن-ژرمن در لوشامپیونه و تیم ملی گرجستان بازی می‌کند.

## آمار ملی

### بازی‌های ملی
تا تاریخ ۱۹ نوامبر ۲۰۲۳
| تیم ملی فوتبال گرجستان | تیم ملی فوتبال گرجستان | تیم ملی فوتبال گرجستان | تیم ملی فوتبال گرجستان |
| سال                    | بازی                   | گل                     | پاس گل                 |
| ---------------------- | ---------------------- | ---------------------- | ---------------------- |
| ۲۰۱۹                   | ۱                      | ۰                      | ۰                      |
| ۲۰۲۰                   | ۴                      | ۱                      | ۲                      |
| ۲۰۲۱                   | ۷                      | ۴                      | ۰                      |
| ۲۰۲۲                   | ۷                      | ۵                      | ۴                      |
| ۲۰۲۳                   | ۹                      | ۵                      | ۱                      |
| ۲۰۲۴                   | ۶                      | ۱                      | ۱                      |
| مجموع                  | ۳۴                     | ۱۶                     | ۸                      |

### گل‌های ملی
| شماره | تاریخ           | میزبان    | بازی ملی | حریف      | نتیجه | رقابت                         |
| ----- | --------------- | --------- | -------- | --------- | ----- | ----------------------------- |
| ۱     | ۱۴ اکتبر ۲۰۲۰   | اسکوپیه   | ۵        | مقدونیه   | ۱–۱   | لیگ ملت‌های اروپا ۲۱–۲۰۲۰      |
| ۲     | ۲۸ مارس ۲۰۲۱    | تفلیس     | ۷        | اسپانیا   | ۱–۲   | مقدماتی جام جهانی ۲۰۲۲        |
| ۳     | ۳۱ مارس ۲۰۲۱    | سالونیک   | ۸        | یونان     | ۱–۱   | مقدماتی جام جهانی ۲۰۲۲        |
| ۴     | ۱۱ نوامبر ۲۰۲۱  | باتومی    | ۱۱       | سوئد      | ۲–۰   | مقدماتی جام جهانی ۲۰۲۲        |
| ۵     | ۱۱ نوامبر ۲۰۲۱  | باتومی    | ۱۱       | سوئد      | ۲–۰   | مقدماتی جام جهانی ۲۰۲۲        |
| ۶     | ۲ ژوئن ۲۰۲۲     | تفلیس     | ۱۴       | جبل طارق  | ۴–۰   | لیگ ملت‌های اروپا ۲۳–۲۰۲۲      |
| ۷     | ۵ ژوئن ۲۰۲۲     | رازگراد   | ۱۵       | بلغارستان | ۵–۲   | لیگ ملت‌های اروپا ۲۳–۲۰۲۲      |
| ۸     | ۹ ژوئن ۲۰۲۲     | اسکوپیه   | ۱۶       | مقدونیه   | ۳–۰   | لیگ ملت‌های اروپا ۲۳–۲۰۲۲      |
| ۹     | ۲۳ سپتامبر ۲۰۲۲ | تفلیس     | ۱۸       | مقدونیه   | ۲–۰   | لیگ ملت‌های اروپا ۲۳–۲۰۲۲      |
| ۱۰    | ۲۶ سپتامبر ۲۰۲۲ | جبل‌الطارق | ۱۹       | جبل طارق  | ۲–۱   | لیگ ملت‌های اروپا ۲۳–۲۰۲۲      |
| ۱۱    | ۱۲ اکتبر ۲۰۲۳   | تفلیس     | ۲۵       | تایلند    | ۸–۰   | دوستانه                       |
| ۱۲    | ۱۵ اکتبر ۲۰۲۳   | تفلیس     | ۲۶       | قبرس      | ۴–۰   | مقدماتی جام ملت‌های اروپا ۲۰۲۴ |
| ۱۳    | ۱۶ نوامبر ۲۰۲۳  | تفلیس     | ۲۷       | اسکاتلند  | ۲–۲   | مقدماتی جام ملت‌های اروپا ۲۰۲۴ |
| ۱۴    | ۱۶ نوامبر ۲۰۲۳  | تفلیس     | ۲۷       | اسکاتلند  | ۲–۲   | مقدماتی جام ملت‌های اروپا ۲۰۲۴ |
| ۱۵    | ۱۹ نوامبر ۲۰۲۳  | وایادولید | ۲۸       | اسپانیا   | ۱–۳   | مقدماتی جام ملت‌های اروپا ۲۰۲۴ |
| ۱۶    | ۲۶ ژوئن ۲۰۲۴    | گلزنکیرشن | ۳۴       | پرتغال    | ۲–۰   | جام ملت‌های اروپا ۲۰۲۴         |

## افتخارات
لوکوموتیو مسکو
- جام حذفی فوتبال روسیه (۱): ۱۹–۲۰۱۸[۱]

ناپولی
- سری آ (۲): ۲۳–۲۰۲۲ ۲۵–۲۰۲۴

پاری سن-ژرمن
- لیگ ۱: ۲۴–۲۰۲۳
- لیگ قهرمانان اروپا: ۲۵–۲۰۲۴

فردی
- بهترین بازیکن جوان لیگ برتر فوتبال روسیه: ۲۰–۲۰۱۹، ۲۱–۲۰۲۰[۲]
- بهترین بازیکن جوان لیگ قهرمانان اروپا: ۲۳–۲۰۲۲
- بهترین بازیکن سال سری آ: ۲۳–۲۰۲۲
- بیشترین تعداد پاس سری آ: ۲۳–۲۰۲۲
- بهترین گل فصل سری آ: ۲۳–۲۰۲۲
- بازیکن سال تیم ملی فوتبال گرجستان:۲۰۲۰، ۲۰۲۱

کوارتسخلیا در دیدار پاریسن ژرمن مقابل رن موفق به ثبت یک رکورد شد. خوجیا توپی که دروازه‌بان رن برای یار خودی ارسال کرده بود را در ارتفاع ۲/۷۵ توسط پا کنترل کرد. این مهم باعث شد هواداران در فرانسه از فدراسیون فوتبال فرانسه در خواست کنند لوگوی لیگ یک فرانسه را تغییر داده و کنترل توپ خوجیا را در لوگو حک کنند.

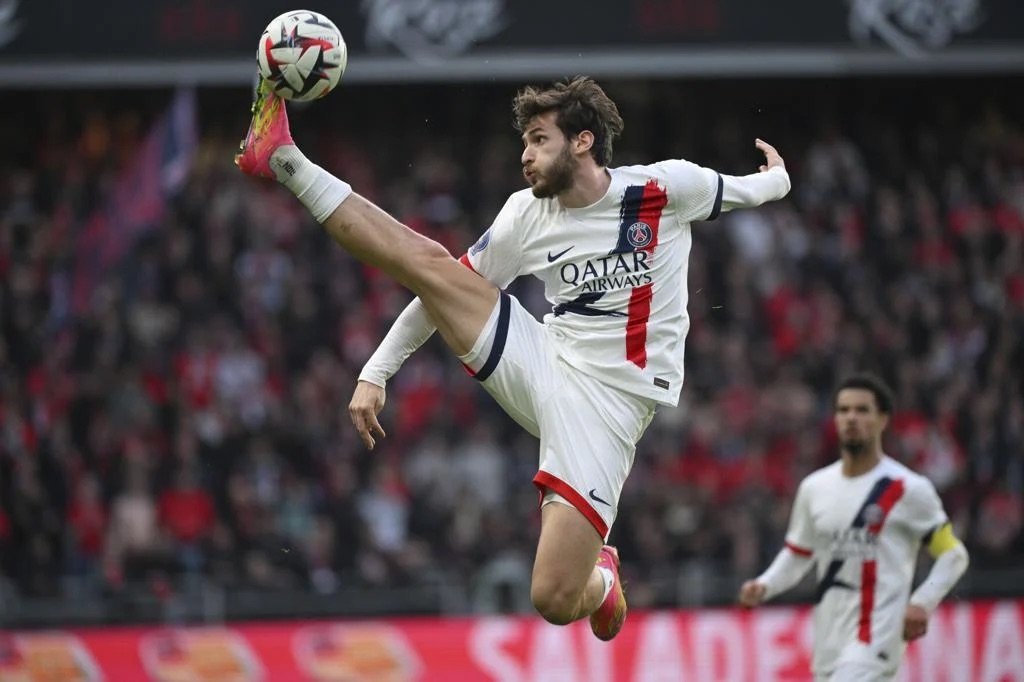
کنترل توپ کوارتسخلیا